# Diego Espinosa
Diego Espinosa de la Piedra (Ciudad de México, 27 de mayo de 1981) o como Diego Domingo es un cantante y exactor mexicano, perteneciente de la agrupación mexico-argentina Marconi. 

## Biografía
Diego Espinosa es originario de la Ciudad de México, durante sus primeros años de vida estudió actuación y también canto.
En 2003, participó en el telerrealidad estadounidense Protagonistas de novela, presentado por José Ángel Llamas en la cadena Telemundo.
En 2004, participó en el reality show de canto mexicano La Academia, en la tercera generación, emitida en TV Azteca, del cual fue el primer eliminado —debido a su anterior participación en el concurso Protagonistas de novela—. En este sólo interpretó los temas Rojo relativo (Rosso relativo) de Tiziano Ferro, a dueto con Carlos Rivera y Jaleo de Ricky Martín.
Después de su participación en el concurso, ingresó a la obra Godspell, producida por Alberto Mayagoitía, donde interpretó el papel de Jesucristo.
En 2006, forma la agrupación Marconi, junto a los cantantes Emiliano Roqué, Alex de la Madrid y Sergio Muñíz, para 2011, realizan su primera producción discográfica del mismo nombre con la disquera Warner Music Group, donde se desprende como primer sencillo Desesperadamente enamorando. Graban el videoclip Tan enamorados, cover original del cantante Ricardo Montaner.
En 2012, lanza su segundo discográfico Bésame, de donde se desprendió como primer sencillo Si hablo de ti, hablo de mi, se integra Matías Bilurón, también se desprende el tema Me puedes pedir lo que sea, tema de la telenovela Amores verdaderos, interpretado con Eiza González, este alcanzó gran popularidad en las listas de Latinoamérica, y en 2017, lanza el tercer y último disco Trío (con Marconi).
En 2018, participó en la puesta en escena Jack, el destripador.

## Otros proyectos
| Año  | Título                  | Papel                  | Cadena    |
| ---- | ----------------------- | ---------------------- | --------- |
| 2003 | Protagonistas de novela | El mismo; Participante | Telemundo |
| 2004 | La Academia             | El mismo; Participante | TV Azteca |

### Discografía
| Año  | Título  | Discográfica       |
| ---- | ------- | ------------------ |
| 2011 | Marconi | Warner Music Group |
| 2012 | Bésame  | Warner Music Group |
| 2016 | Trío    | Warner Music Group |